# Мориновые
Мори́новые (лат. Morinoideae) — подсемейство двудольных цветковых растений, входящее в семейство Жимолостные (Caprifoliaceae). Ранее включалось в порядок Ворсянкоцветные (Dipsacales) в качестве отдельного семейства Morinaceae Raf., 1820.

## Ботаническое описание
Подсемейство представлено исключительно многолетними травами. Расположение листьев супротивное или мутовчатое.
Цветки двусторонне-симметричные, обоеполые, в мутовках в пазухах верхних листьев или в головках на конце побега. Венчик трубчатый, неясно или выраженно двугубый, пятидольчатый. Тычинки в количестве 4, иногда образуют пыльцу лишь 2 из них. Завязь одногнёздная. Пестик один, с уплощённым рыльцем.
Плод — семянка.

## Классификация
Семейство включает два рода. Иногда выделяется третий род, Cryptothladia (Bunge) M.J.Cannon, 1984, однако чаще он объединяется с типовым родом.
- Acanthocalyx (DC.) Tiegh., 1909
- Morina Tourn. ex L., 1753 typus — Морина